# Sylvia Retzke
Sylvia Retzke (* 21. Oktober 1950 in Schönebeck (Elbe); † 28. März 2016) war eine deutsche Kommunalpolitikerin (SED). Sie war Oberbürgermeisterin der Stadt Dessau und Abgeordnete der Volkskammer der DDR.

## Leben
Die Tochter einer Genossenschaftsbauernfamilie absolvierte die Oberschule mit Berufsausbildung und Abitur als Mechanikerin. Von 1969 bis 1973 studierte sie an der Hochschule für Ökonomie Berlin-Karlshorst mit dem Abschluss als Diplomwirtschaftlerin.
Von 1973 bis 1978 war sie als leitende Mitarbeiterin im Rat der Stadt Dessau tätig. 1976 wurde sie Mitglied der SED. Von 1979 bis 1984 war sie Stadtverordnete und Stadträtin für Jugendfragen, Körperkultur und Sport und von 1984 bis 1990 Oberbürgermeisterin der Stadt Dessau (Nachfolgerin von Thea Hauschild). Nachdem ihr der Rat der Stadt das Misstrauen ausgesprochen hatte, trat sie am 24. Januar 1990 zurück. Seit 1984 war sie auch Mitglied der SED-Kreisleitung Dessau und ihres Sekretariats. Von 1986 bis März 1990 war sie Abgeordnete der Volkskammer der DDR. Sie war Mitglied der SED-Fraktion und stellvertretende Vorsitzende des Ausschusses für Eingaben der Bürger.
Im Dezember 1988 wurde sie in die zentrale Wahlkommission der DDR für die Kommunalwahlen am 7. Mai 1989 berufen. Im Mai 1993 begann deswegen vor dem  Amtsgericht Dessau ein Prozess gegen sie. Im Juni 1993 wurde sie jedoch vom Vorwurf der Wahlfälschung freigesprochen. Otto Schily war ihr Verteidiger vor Gericht.
Nach der Wende arbeitete sie als selbständige Finanzberaterin. Sylvia Retzke starb im Alter von 65 Jahren.